# タイニー・ティム (ロケット弾)
タイニー・ティム（Tiny Tim）は、第二次世界大戦の終了間際にアメリカ合衆国で使用された大型空対地ロケット弾である。

## 概要
文献の一つによればこのロケットは、アメリカ海軍が艦船の対空攻撃の射程外からこれらを攻撃できる性能の対艦ロケットを要求し、それに応えたものであると述べている。そのペイロードは大型の艦船を撃沈できるものとされた。しかしながら、チャイナレイク兵器摘要による言及は次のようなものである。
「タイニー・ティムは、カリフォルニア工科大学のチャイナレイク・チームによりバンカーバスターとして設計された、最初の航空機用大型ロケットであった。また、タイニー・ティムは、第二次世界大戦中に限定された用途にのみ使用されたとはいえ、戦後、数多くのロケット開発の基礎を形作る助けとなった。」
ロケットモーターの出力が大きいため、射出する母機が損傷を負ってしまう問題があったが、これは爆弾のように投下して、ロケットに取り付けられた索が切断されてから、ロケットモーターに点火することで解決された。弾頭には500ポンド（約225kg）の半徹甲・高性能爆弾が搭載された。このロケットの最大射程は1,640ヤード（1,500m）である。通常、目標には沿岸防御砲台、建築物、橋梁、トーチカ、戦車、そして艦船が含まれた。第二次世界大戦中、F4UコルセアやF6Fヘルキャット、TBMアベンジャー、またSB2Cヘルダイバーを含む航空機に搭載された。
タイニー・ティムは戦争終結が近かった沖縄戦のさなかに、アメリカ海軍の艦載機やアメリカ海兵隊の航空機に搭載され、また朝鮮戦争にも投入された。また、クロスボー作戦の一環として、ドイツのV-1発射基地に対しタイニー・ティムを用いる作戦が立案され、「ダニー計画」とコードネームを付けられたものの、任命された部隊がヨーロッパへ配置される前に作戦が中止となった。